# Эрлензе
Эрлензе (нем. Erlensee) — коммуна в Германии, в земле Гессен. Подчиняется административному округу Дармштадт. Входит в состав района Майн-Кинциг.  Население составляет 13 126 человек (на 31 декабря 2010 года). Занимает площадь 18,59 км². Официальный код — 06 4 35 007.
Община подразделяется на 2 сельских округа.